# Географія Йорданії
Йорданія — західноазійська країна, що знаходиться на заході континенту . Загальна площа країни 89 342 км² (112-те місце у світі), з яких на суходіл припадає 88 802 км², а на поверхню внутрішніх вод — 540 км². До відмови від Західного берегу Йордану 1988 року площа країни дорівнювала 97,7 тис. км². Сучасна площа країни втричі більша за площу території Житомирської області України. 

## Назва
Офіційна назва — Хашимітське Королівство Йорданія, Йорданія (араб. الأردن,مارة شرق الأردن — Імарат Шарк ель-Урдун). Назва країни походить від назви річки Йордан, що слугує західним кордоном країни. Назва річки походить від гебрейського і ханаанського кореня «урд» (івр. ירד)  — спуск (до Мертвого моря). Хашиміти — династія місцевих правителів. Місцева назва Урдун — транслітерація арабської назви Йорданії. У 1921–1946 роках країна носила назву емірат Трансйорданія, тобто країна за річкою Йордан.

## Географічне положення

Карта Йорданії від ООН

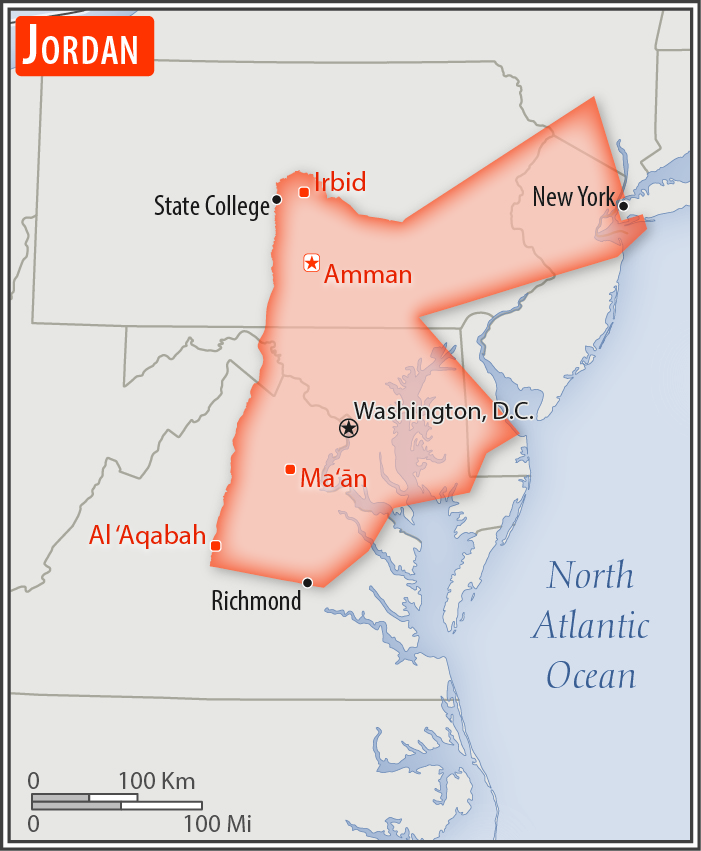
Порівняння розмірів території Йорданії та США

Йорданія — західноазійська країна, що межує з п'ятьма іншими країнами: на півночі — з Сирією (спільний кордон — 379 км), на сході — з Іраком (179 км) і Саудівською Аравією (731 км), на заході — з Ізраїлем (307 км) і Західним берегом Йордану (148 км). Загальна довжина державного кордону — 1744 км. Йорданія на півдні омивається водами Акабської затоки Червоного моря Індійського океану. Загальна довжина морського узбережжя 26 км.
Згідно з Конвенцією Організації Об'єднаних Націй з морського права (UNCLOS) 1982 року, протяжність територіальних вод країни встановлено в 3 морські милі.

### Час
Час у Йорданії: UTC+2 (той самий час, що й у Києві). Літній час вводиться останньої неділі березня переводом годинникової стрілки на 1 годину вперед, скасовується в останню неділю жовтня переводом годинникової стрілки на 1 годину назад.

## Геологія
На заході — тектонічна улоговина Гхор (Ель-Гор), зайнята долиною річки Йордан та безстічним Мертвим морем; її продовження — западина Ваді-ель-Араба. По суті рифтова долина, через рифт Червоного моря, є продовженням Східно-Африканського рифту. По обидві сторони западини розташовані Сирійсько-Палестинські гори, складені головним чином вапняками і пісковиками крейдового періоду і палеогену, перекритими місцями лавовими покривами.

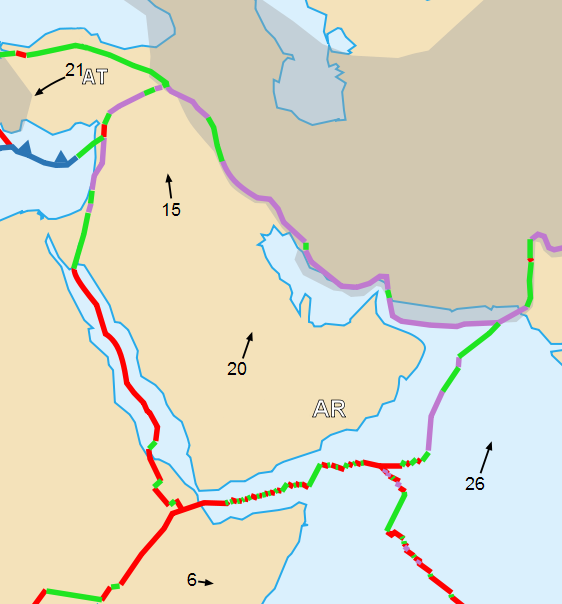
Тектоніка Арабської плити
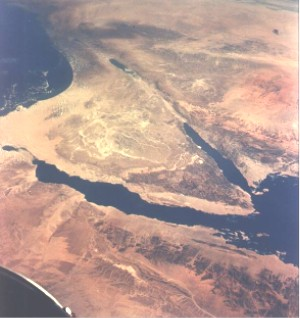
Єгипет, Синай,Ізраїль і Йорданія
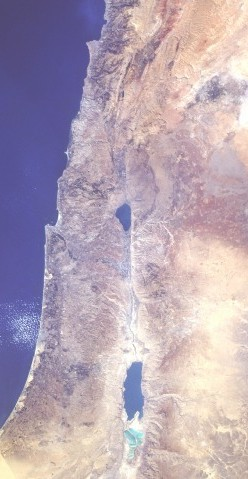
Йорданська долина з космосу
Рельєф Йорданського рифта
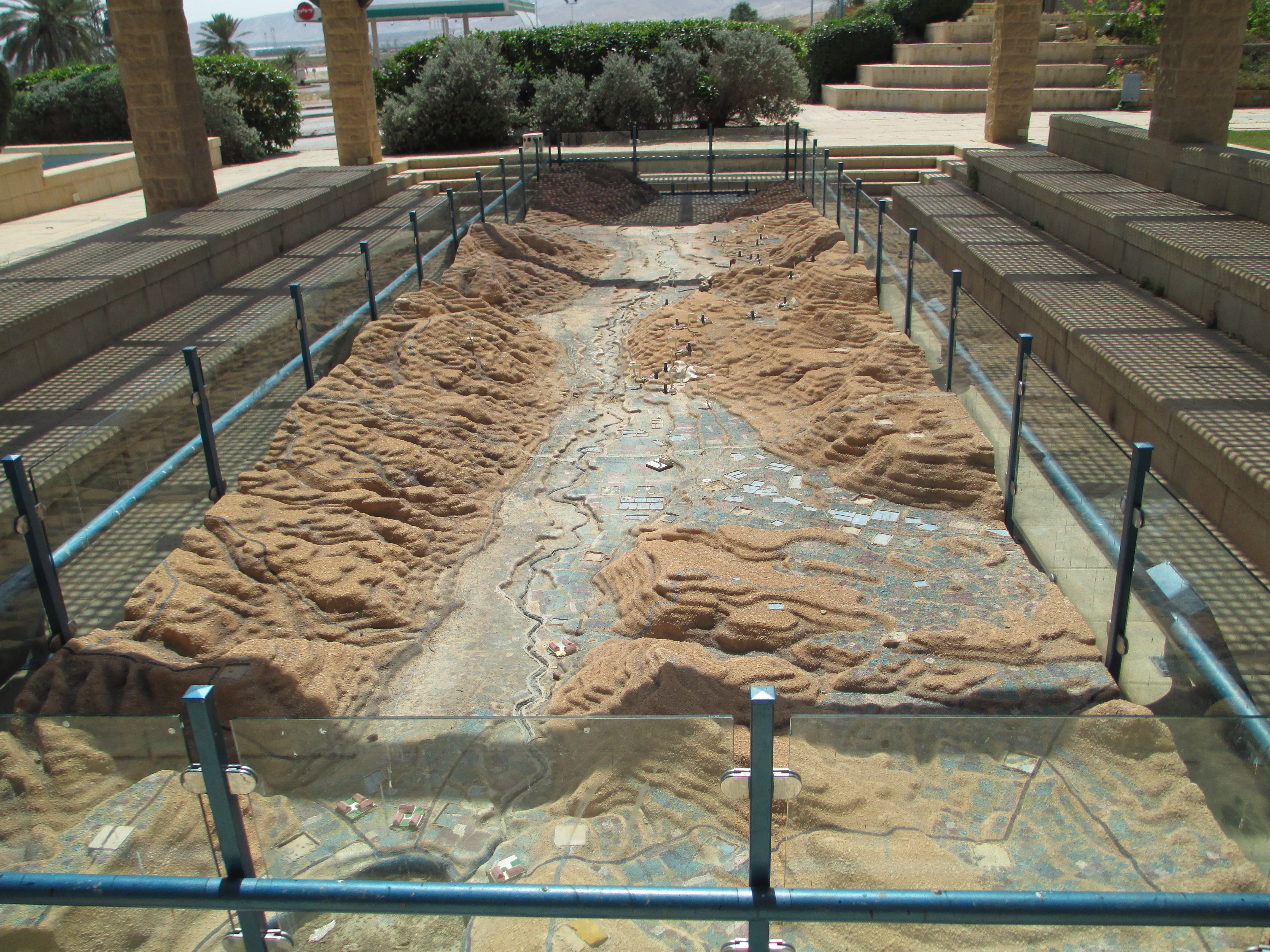
Модель Йорданського рифту
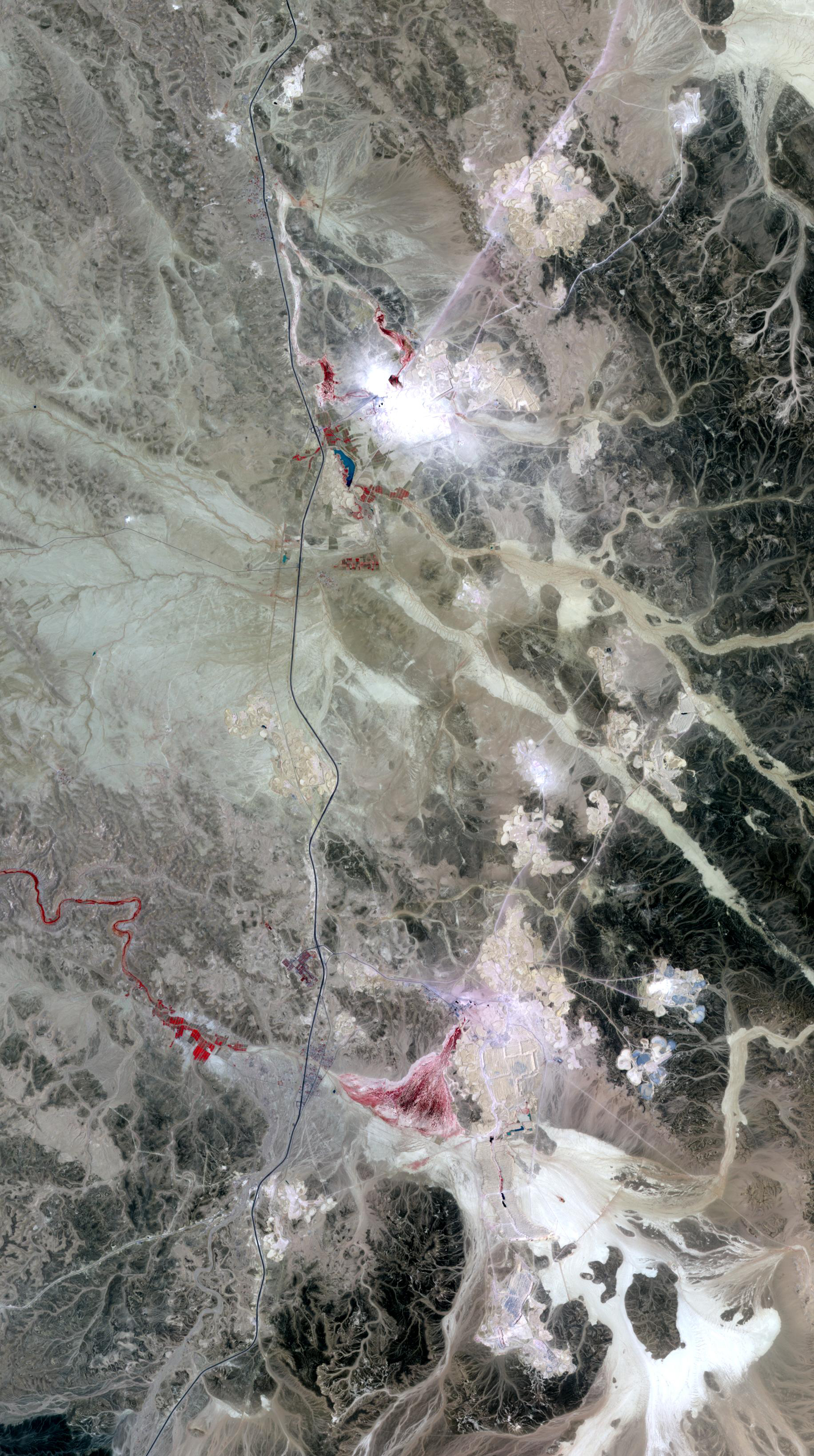
Видобуток фосфатів з космосу

### Корисні копалини
Надра Йорданії багаті на ряд корисних копалин: фосфати і калійні солі у Мертвому морі; нафту; поклади залізних, марганцевих і мідних руд у рифтовій долині.

### Сейсмічність
Незважаючи на те, що Йорданія знаходиться в сейсмічно активній зоні Землі, яких-небудь серйозних землетрусів протягом останніх століть в країні не спостерігалося.

## Рельєф
Середні висоти — 812 м; найнижча точка — уріз води Мертвого моря (-408 м); найвища точка — гора Джебель-Умм-ад-Дамі (1854 м). Більшу частину території Йорданії займає пустельне плоскогір'я, висота якого збільшується зі сходу на захід від 500 до 1500 м. Окремі столові гори підіймаються вище 1500 м, одна з них найвища точка — гора Джебель-Умм-ад-Дамі на південному кордоні з Саудівською Аравією. Раніше найвищою точкою вважалась гор Джебель-Раман (1745 м) на південному заході країни у гірському масиві Ваді-Рам. Південь і південний схід країни займає Сирійська пустеля (араб. الصحراء السورية), що є продовженням Аравійської пустелі. Північна частина пустелі представлена лавовими полями і базальтом, а південна — оголеннями пісковиків і граніту. Рельєф країни зазнає сильного вивітрювання, головним чином еоловим процесам.

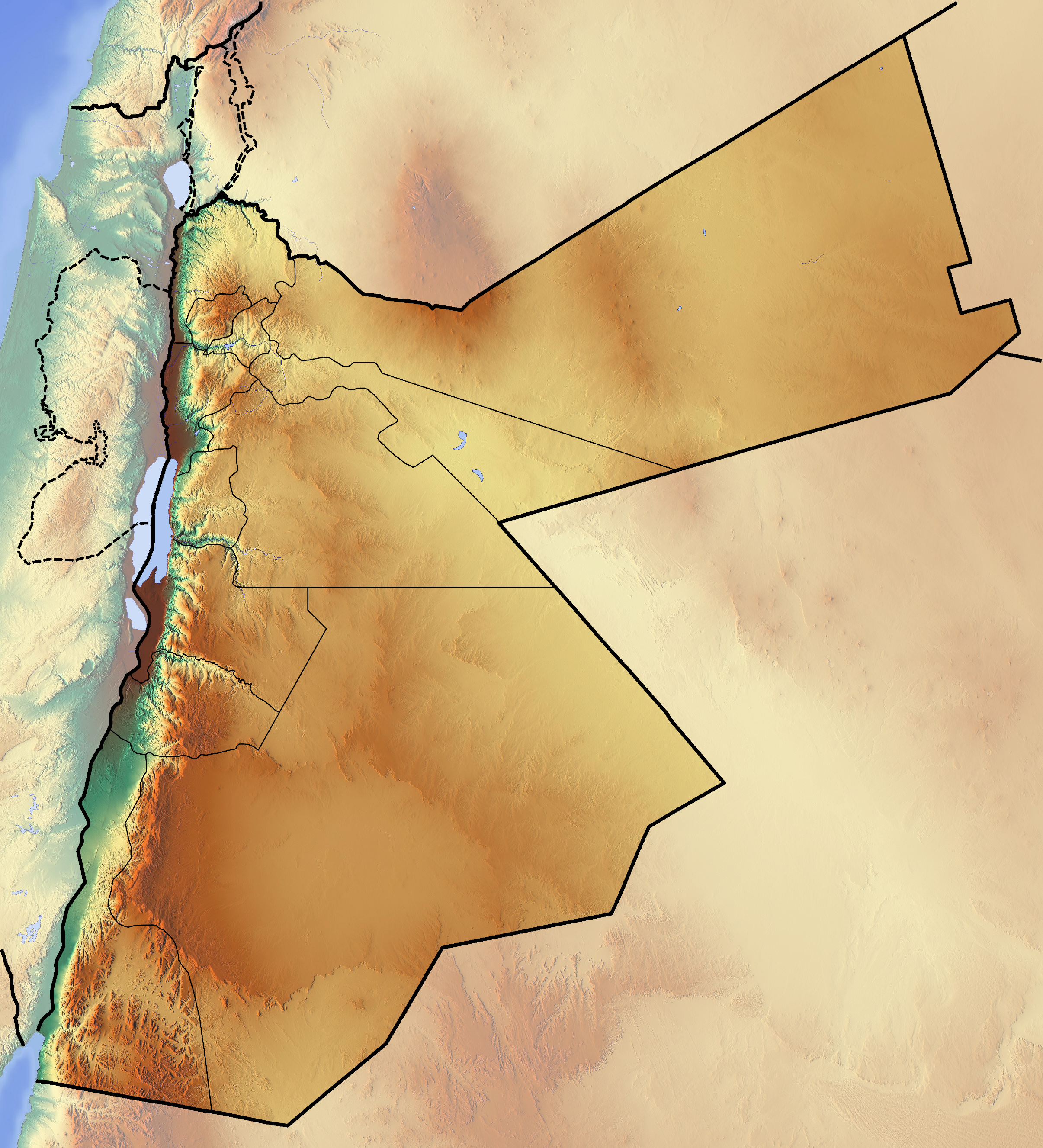
Рельєф Йорданії
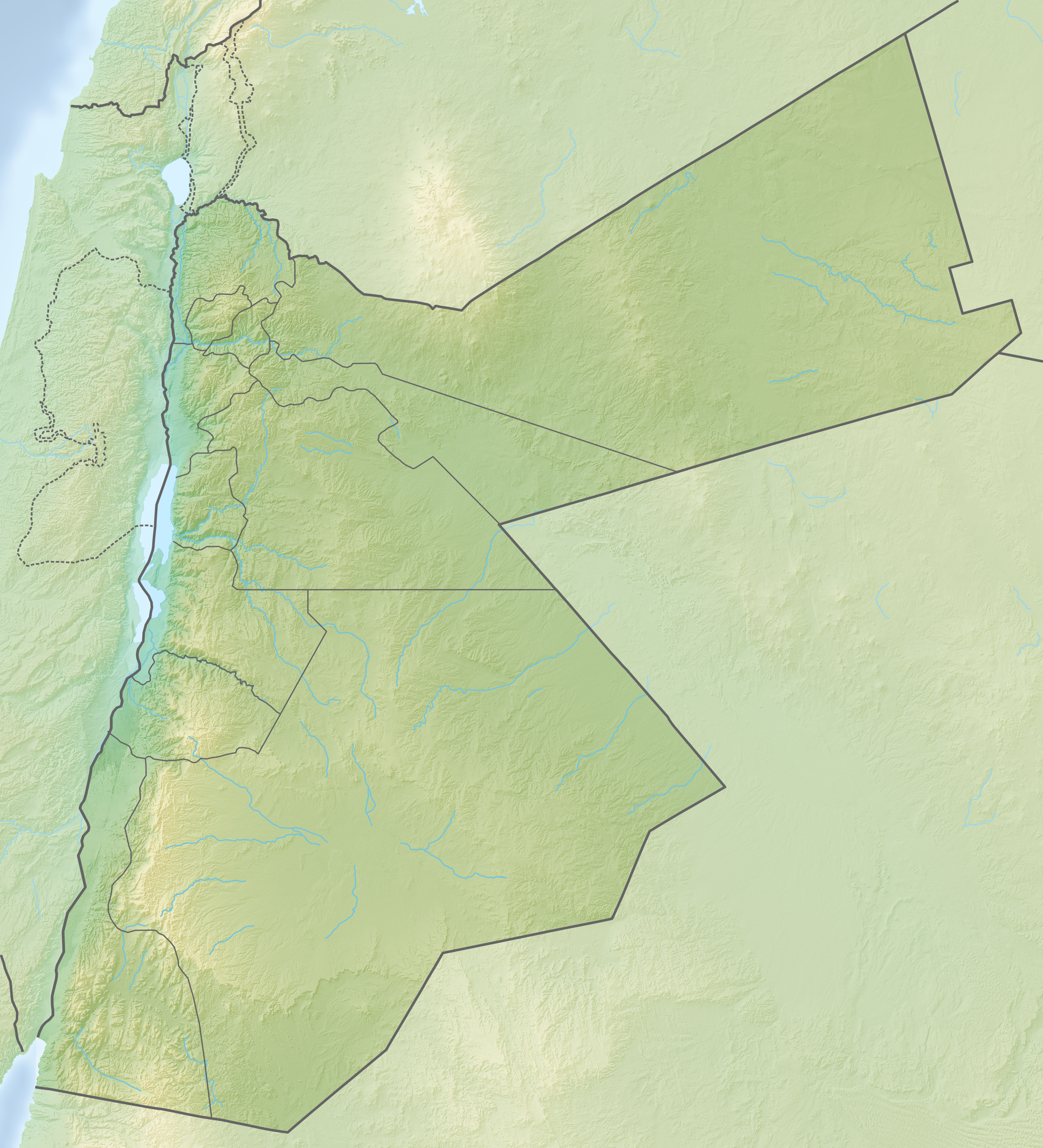
Рельєф Йорданії
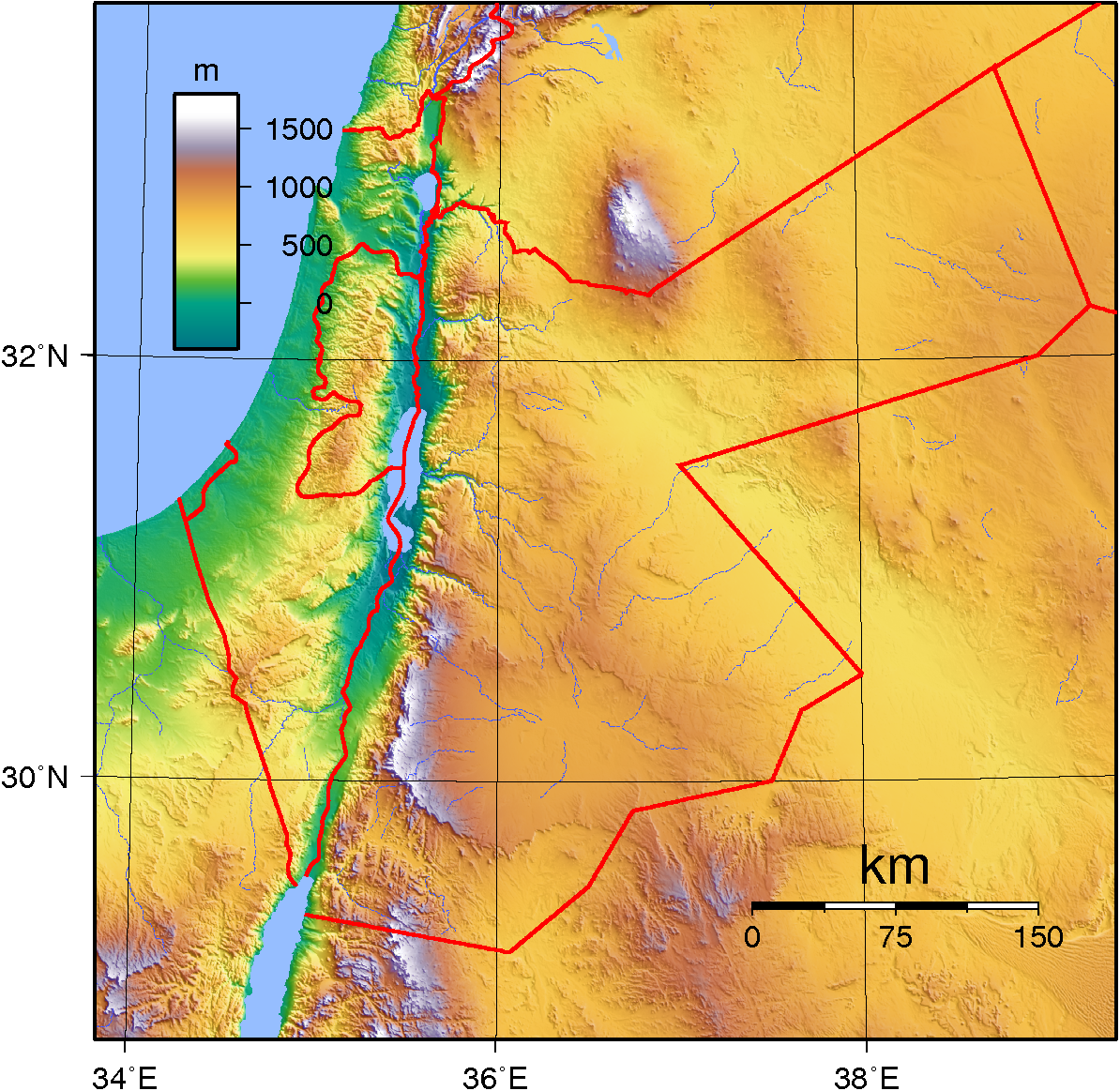
Гіпсометрична карта Йорданії
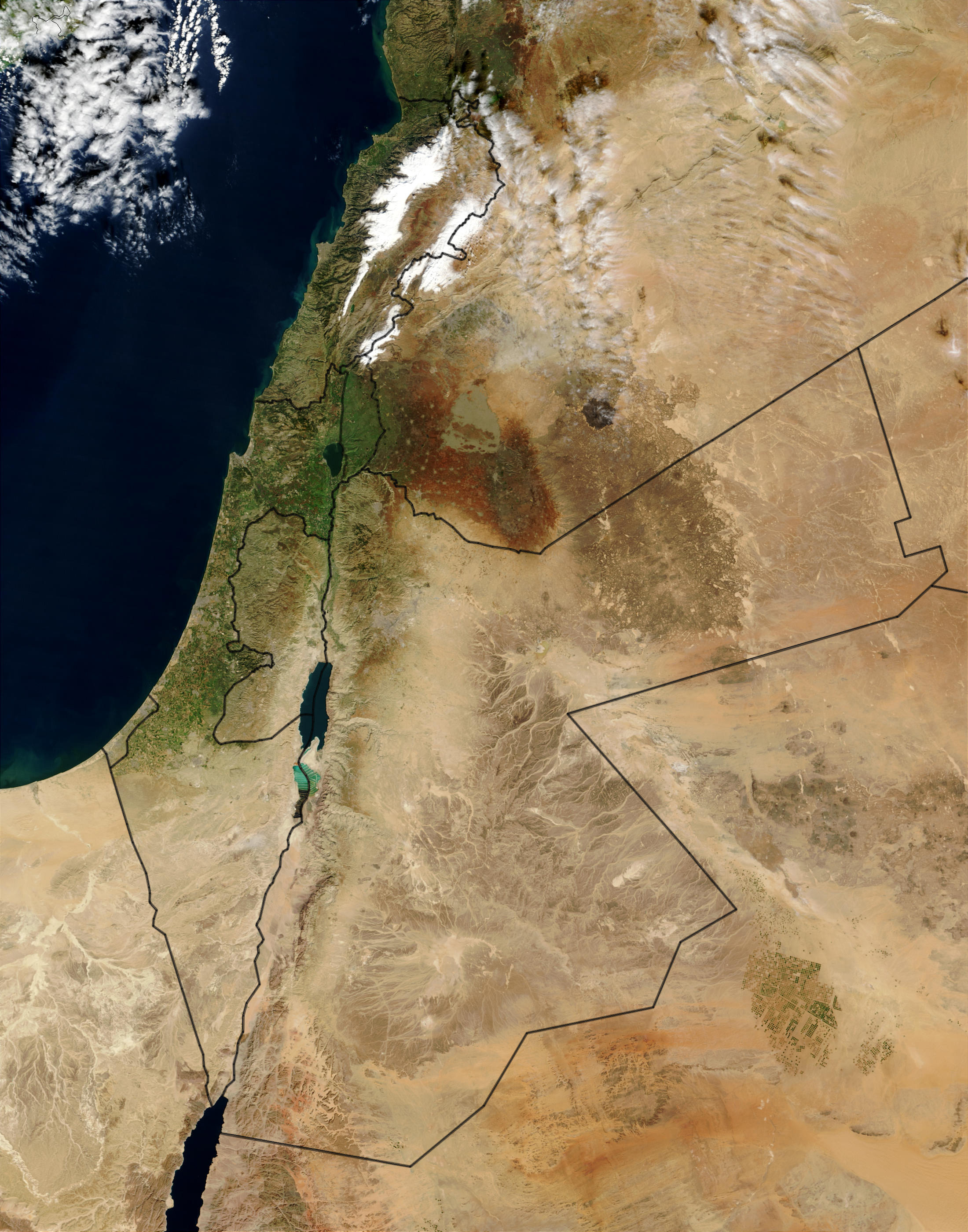
Супутниковий знімок поверхні країни
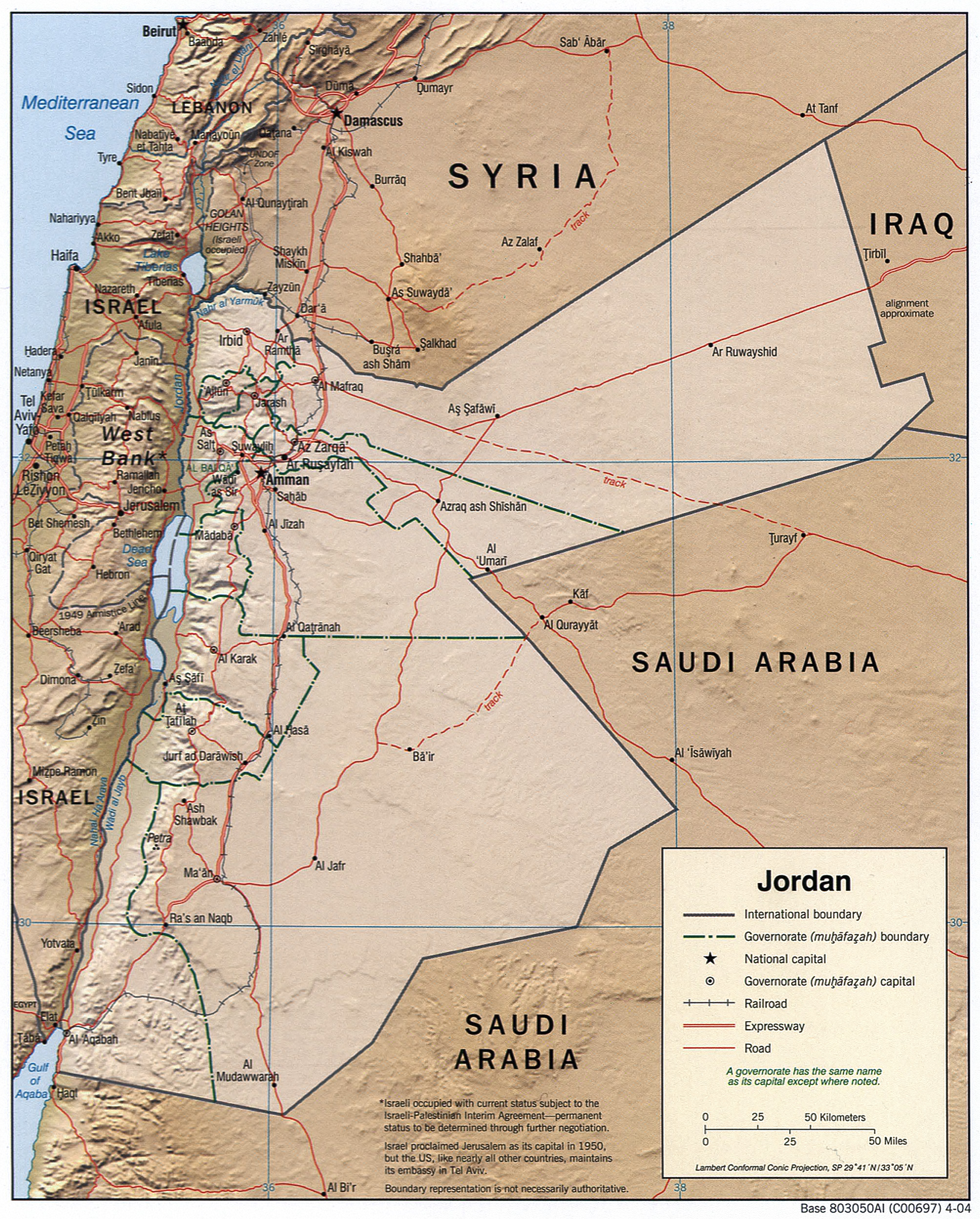
Карта країни (англ.)

У західній частині плоскогір'я розташовується глибока тектонічна западина Гхор, що перетинає західну околицю Йорданії із півночі на південь. В районі западини Гхор і долини річки Йордан, що впадає до Мертвого моря, з лівими притоками (Ярмук і Нахр-ез-Зерка) лежать найродючіші та найобжитіші землі Йорданії. Рівень Мертвого моря знаходиться на 395 м нижче рівня моря, це не тільки найнижча точка рельєфу країни, а й усього суходолу планети.

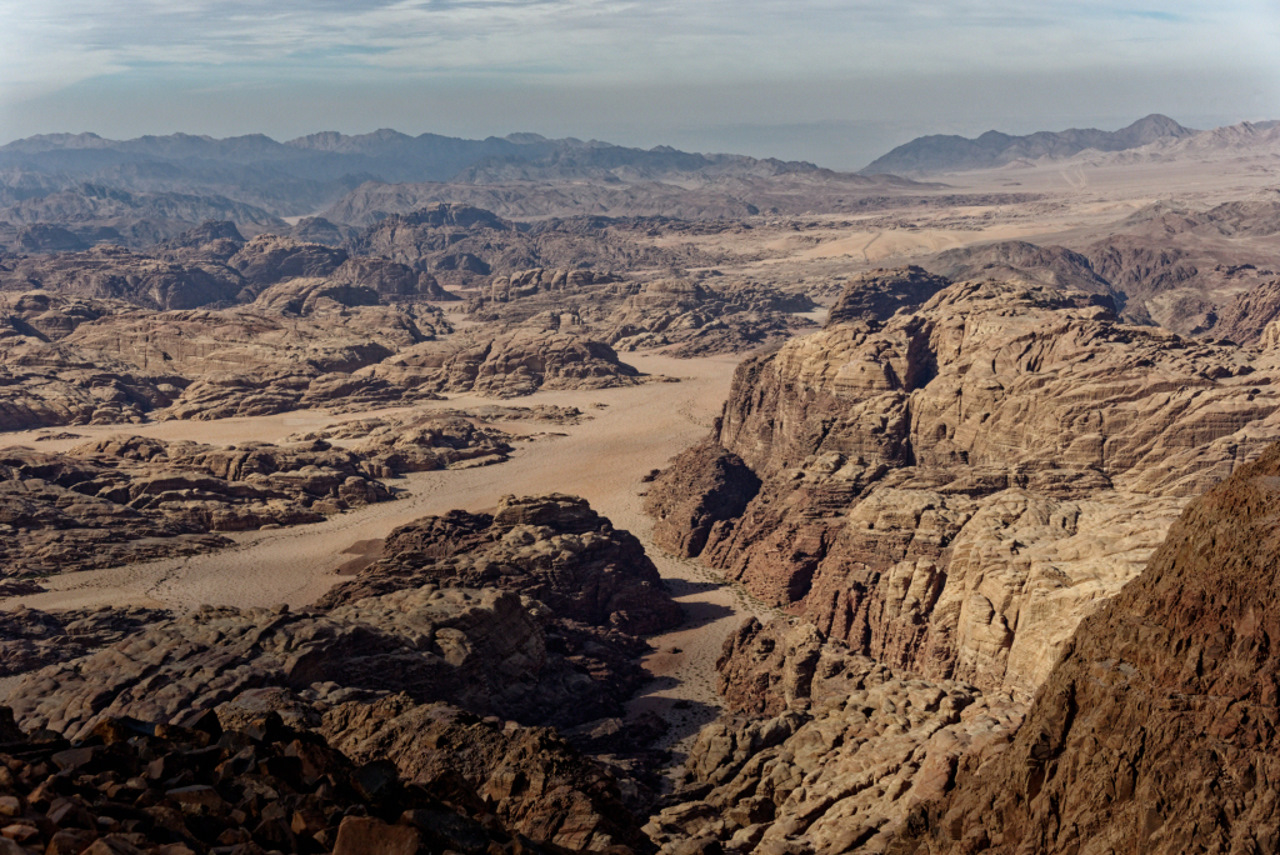
Гора Джебель-умм-ад-Дамі
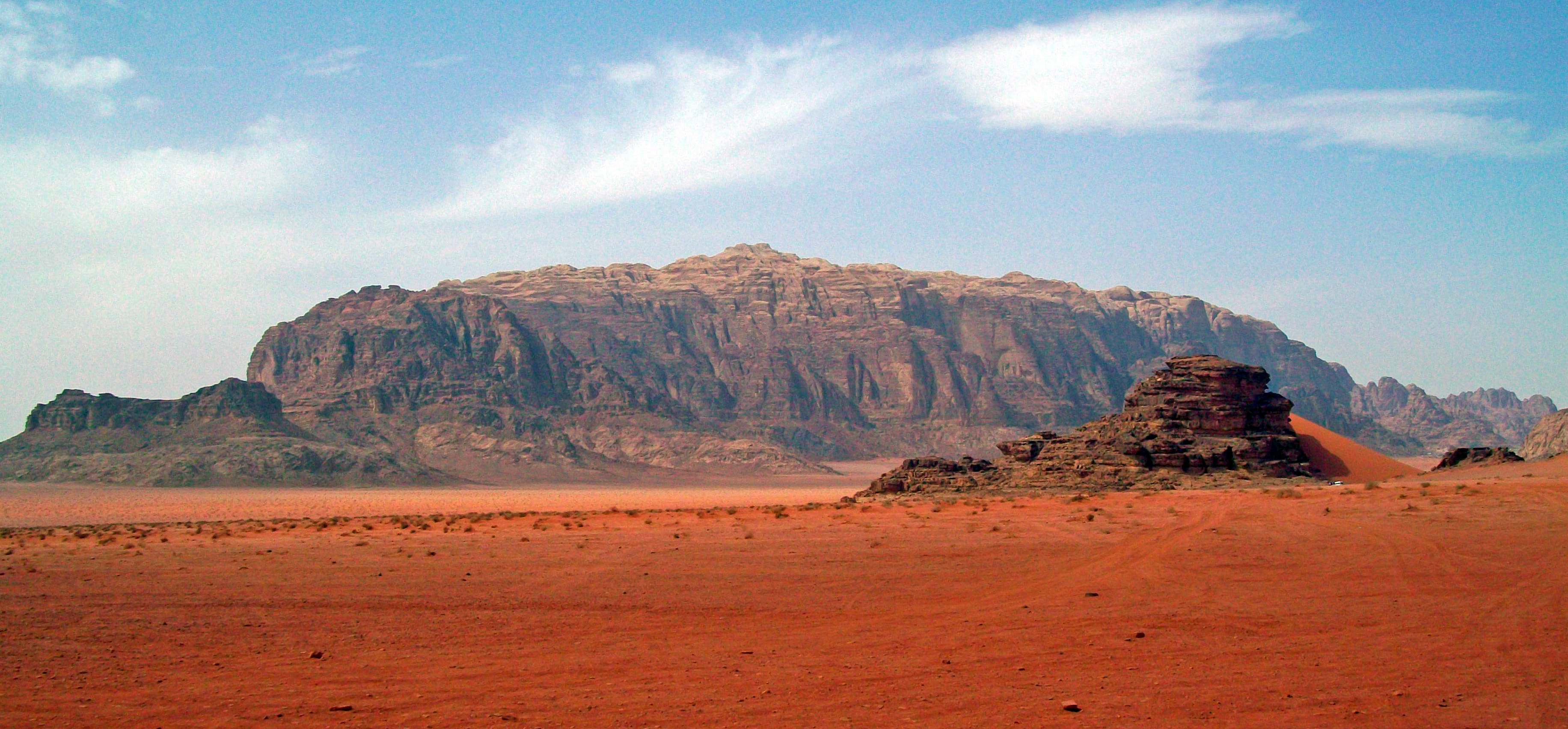
Гора Джебель-Раман у Ваді-Рам
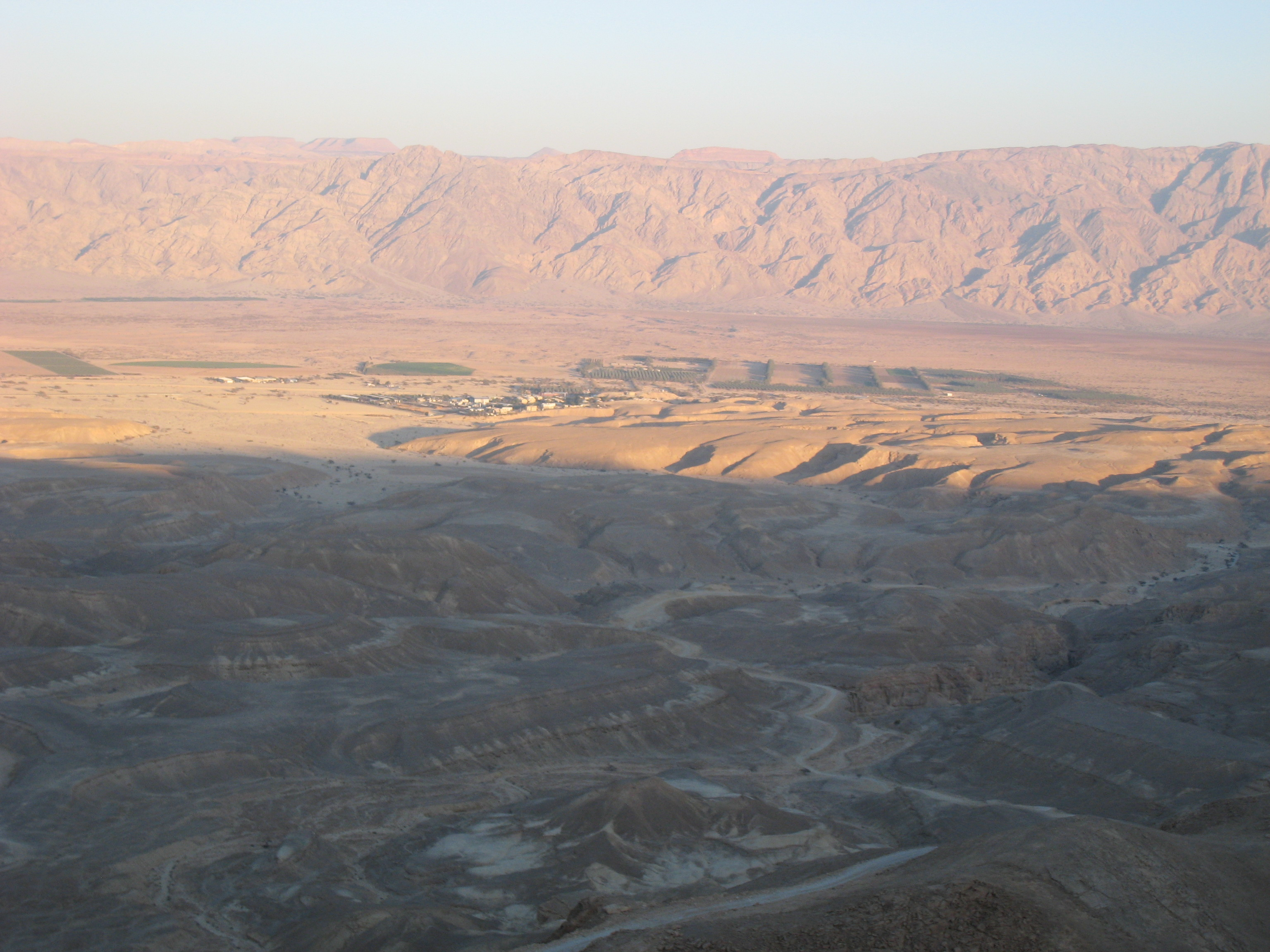
Ваді-ель-Араба
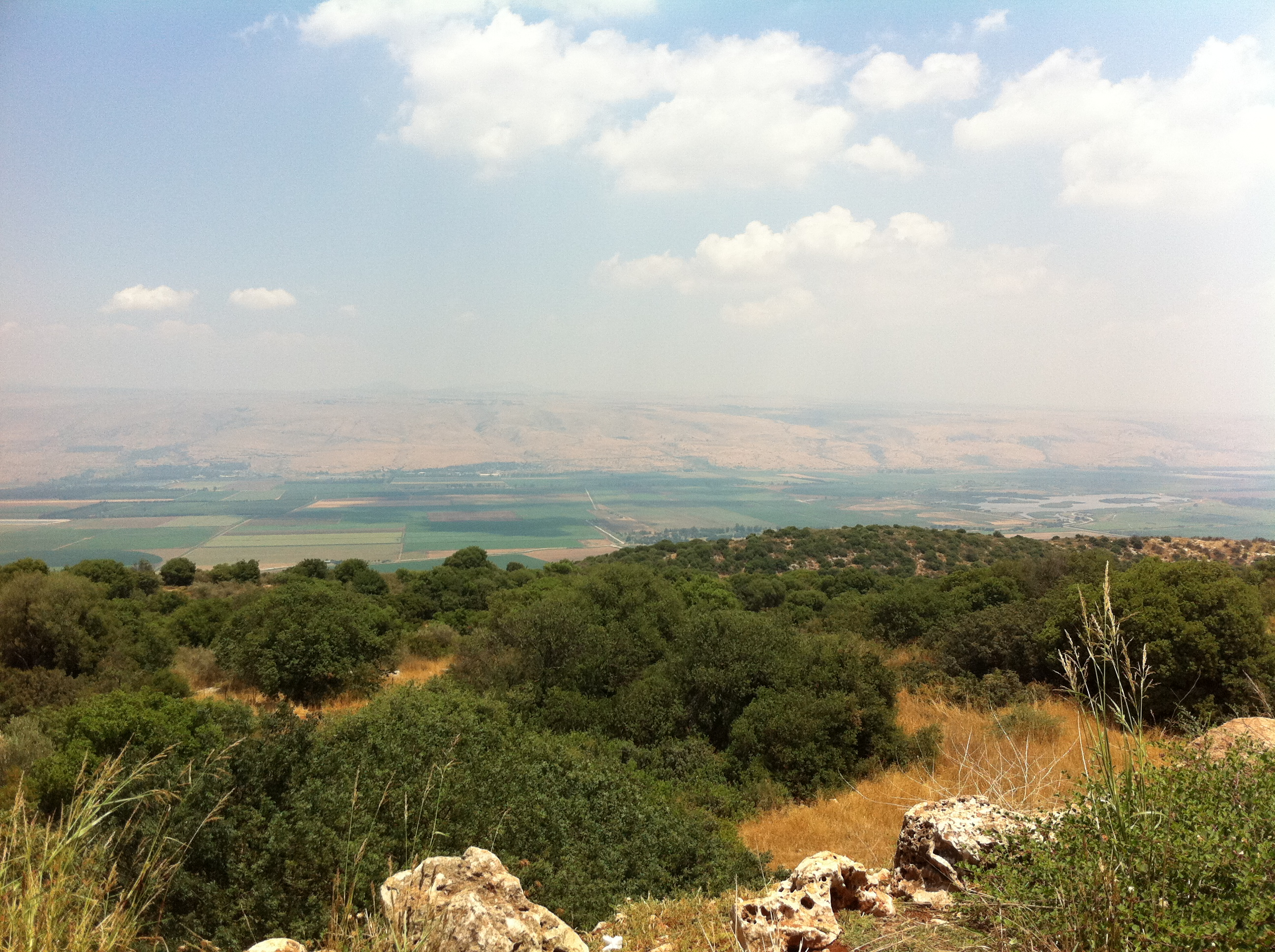
Долина Йордану
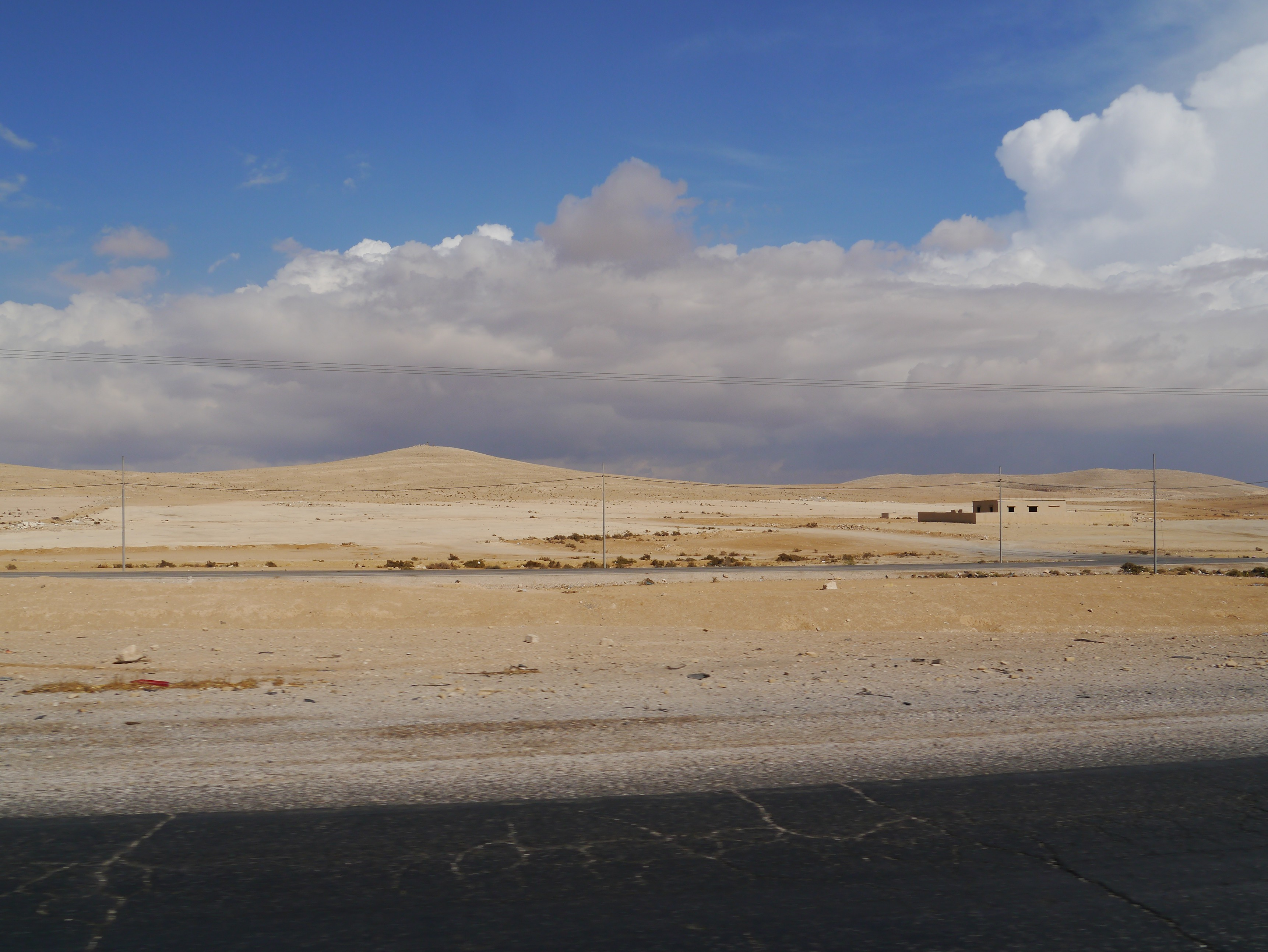
Сирійська пустеля

### Узбережжя
Йорданія має вихід до Акабської затоки Червоного моря, порт Акаба.

## Клімат
Територія Йорданії лежить у тропічному кліматичному поясі. Увесь рік панують тропічні повітряні маси. Спекотна посушлива погода з великими добовими амплітудами температури. Переважають східні пасатні вітри. У теплий сезон з морів та океанів можуть надходити шторми. Пересічна температура січня + 11 °C, липня +27 °C (в западині Гхор до +50 °C). Зима м'яка з дощами зливового характеру. Пересічна річна кількість опадів на заході до 500—700 мм, на решті території — до 200 мм.

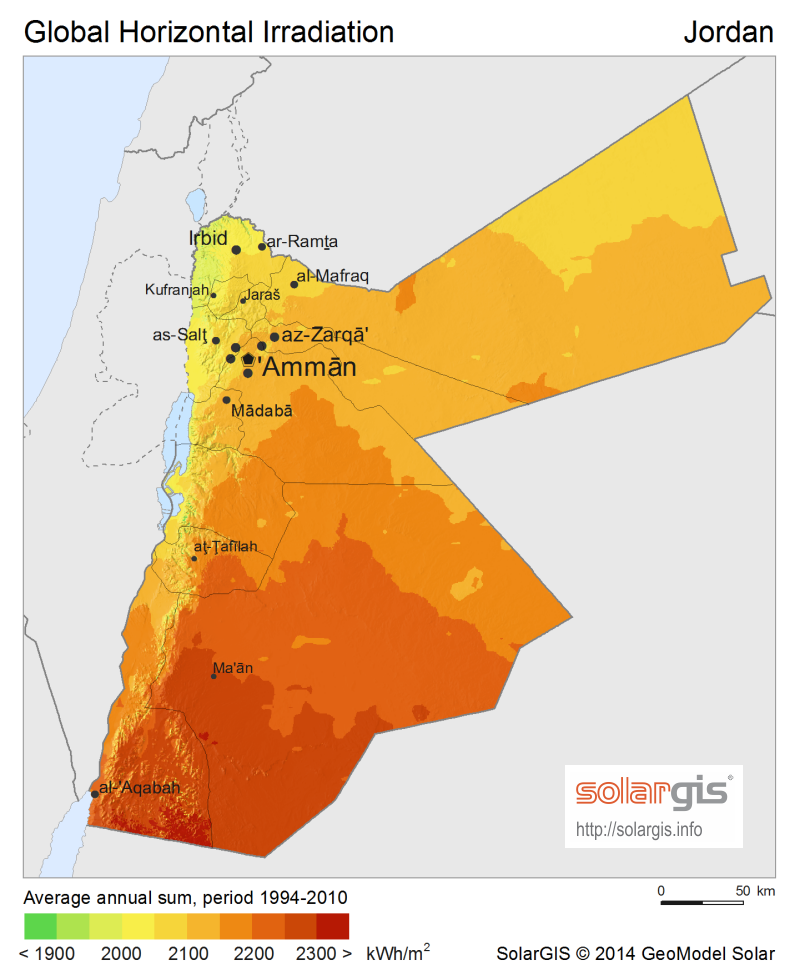
Сонячна радіація (англ.)
Кліматична карта Йорданії (за Кеппеном)

Йорданія є членом Всесвітньої метеорологічної організації (WMO), в країні ведуться систематичні спостереження за погодою.

## Внутрішні води
Територія Йорданії лежить в пустельній безстічній області, бідна на постійні водотоки й природні прісні водойми, через посушливий клімат. Загальні запаси відновлюваних водних ресурсів (ґрунтові і поверхневі прісні води) становлять 0,94 км³. Станом на 2012 рік в країні налічувалось 964 км² зрошуваних земель.

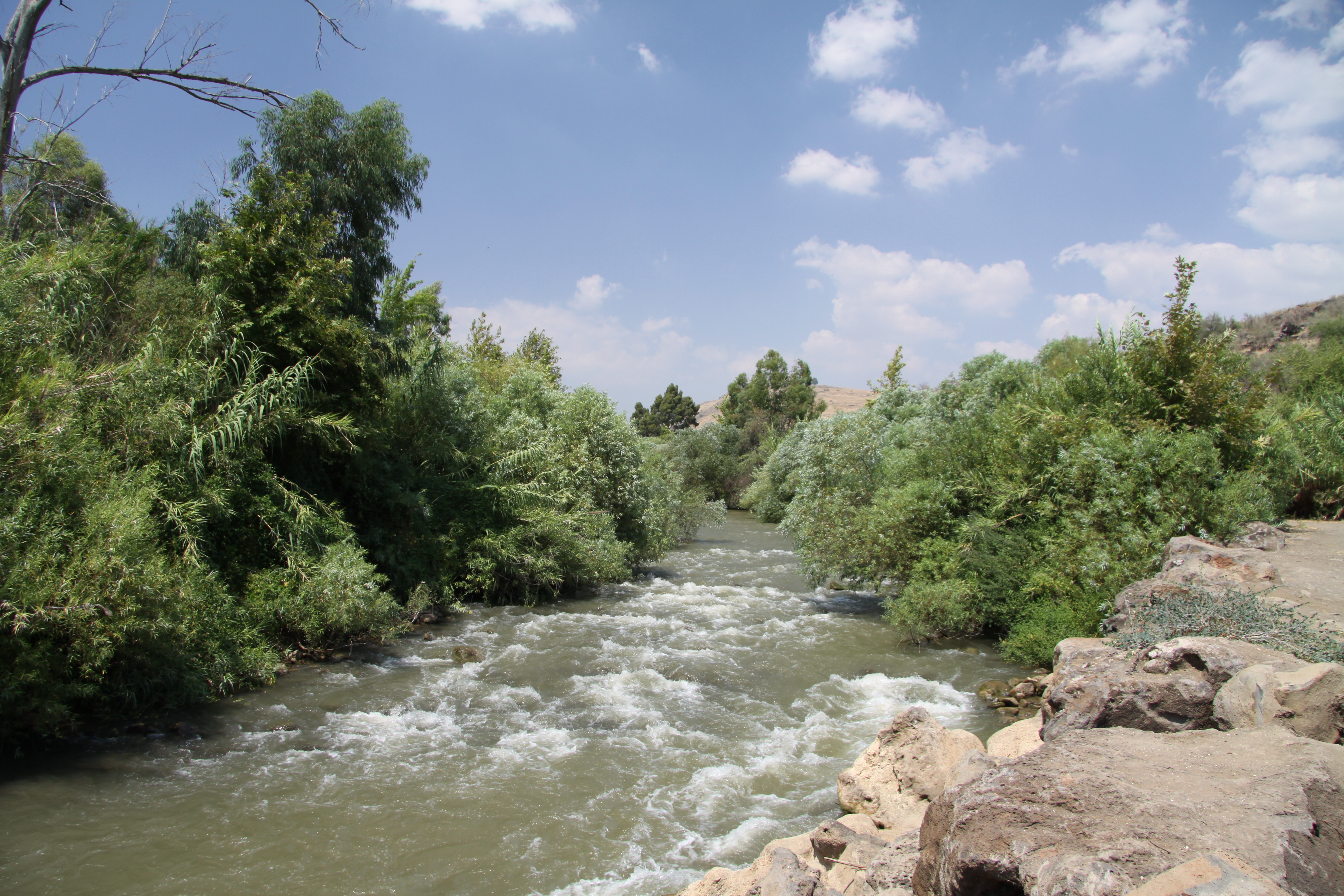
Річка Йордан
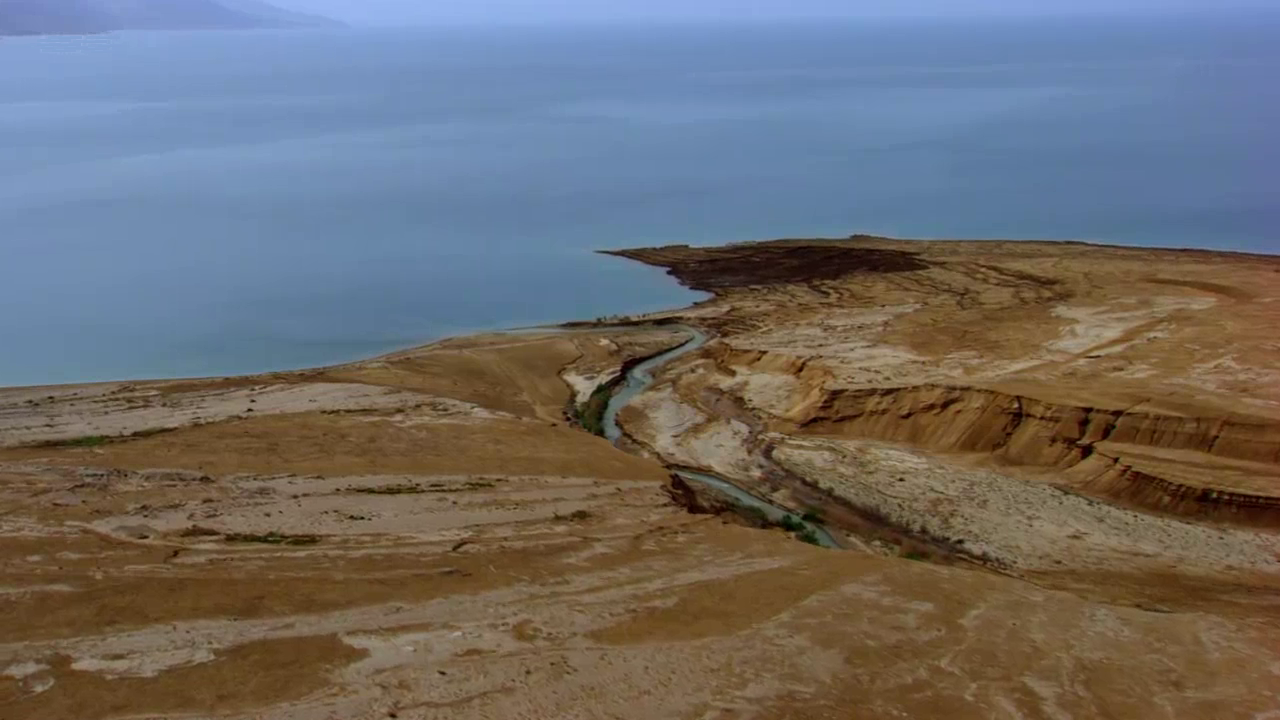
Гирло Йордану, Мертве море
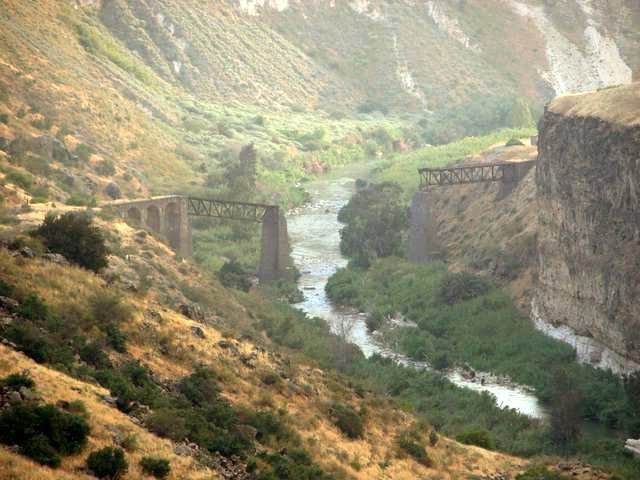
Річка Ярмук
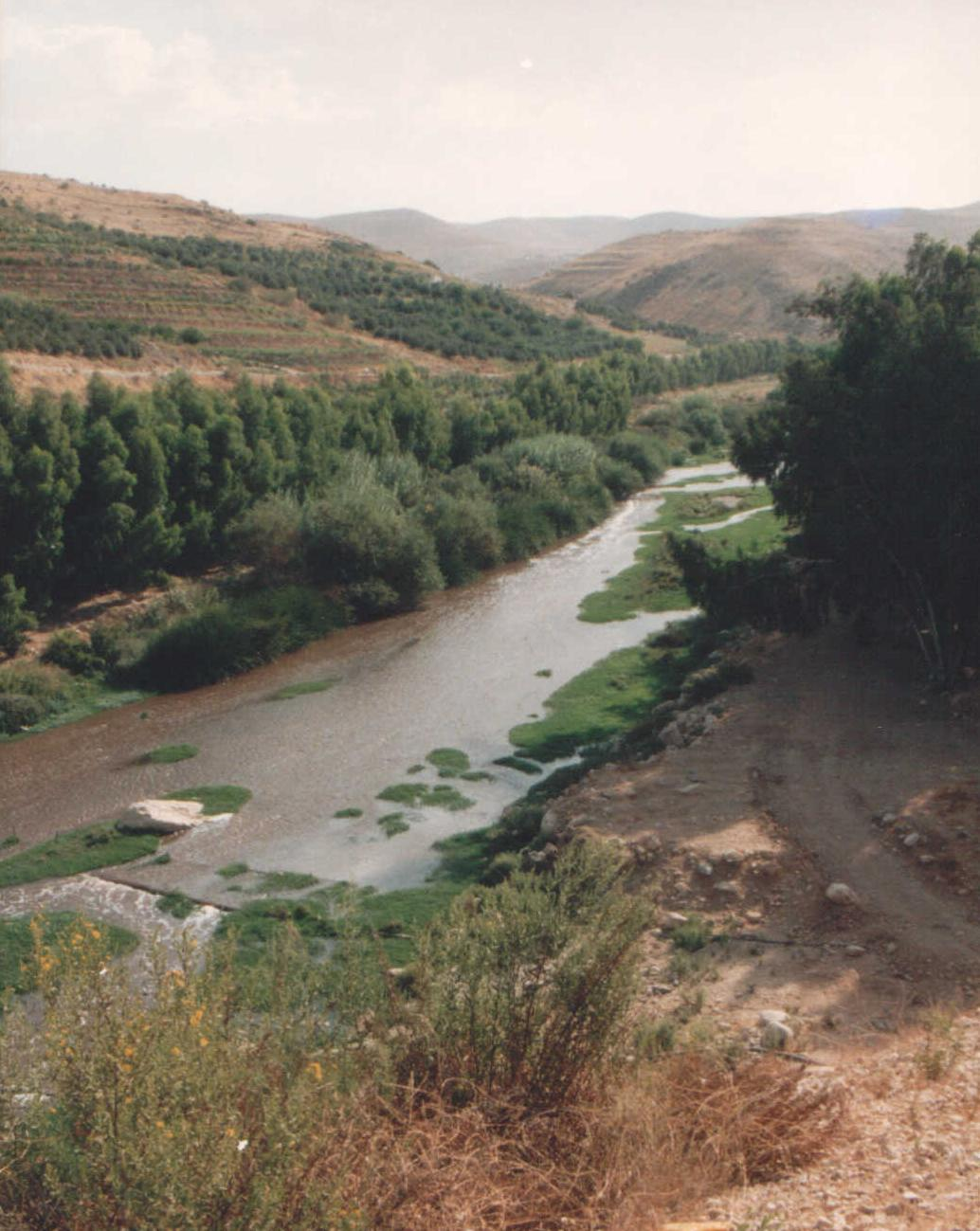
Річка Сейль-ез-Зарка
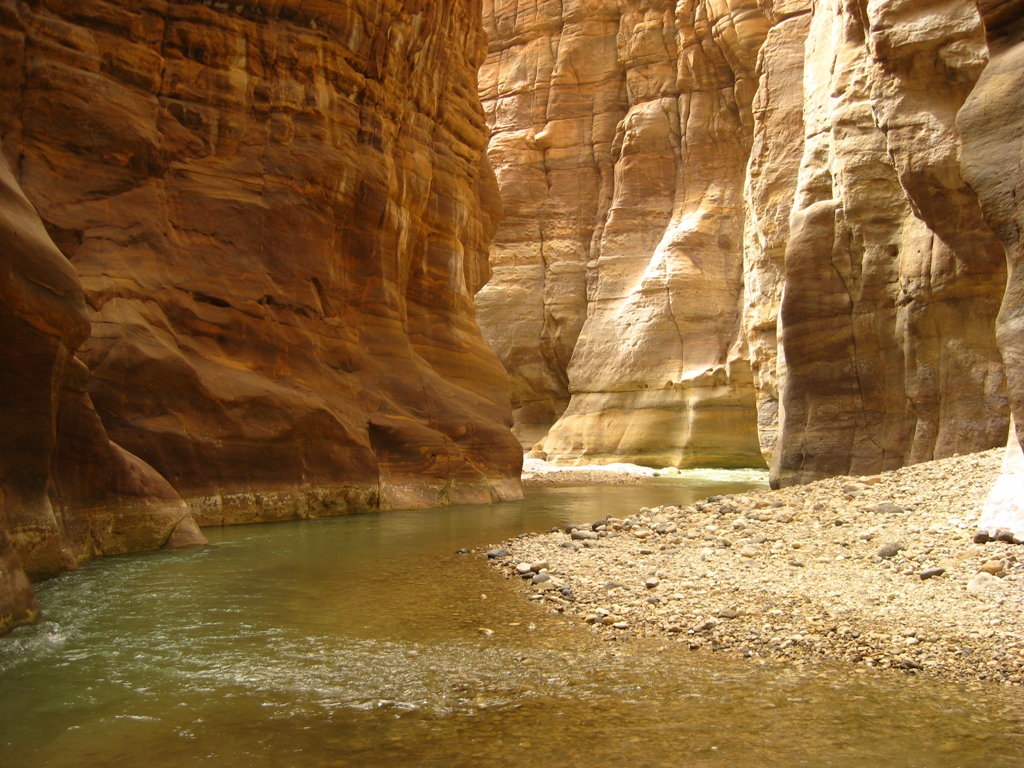
Ваді-Муджиб у центральній Йорданії

### Річки
Річки країни належать басейну Червоного моря Індійського океану. Більшість річок не має постійного водотоку — це типові пустельні ваді. Найбільша річка — Йордан (араб. نهر الأردن), довжиною 250 км, бере початок в Лівані, тече на південь через Тиверіадське озеро (Бахр-Табарія араб. بحيرة طبريا) і впадає до Мертвого моря, слугує за східний кордон країни (західний берег контролює ізраїльська влада). Значними річками є ліві притоки Йордану: Ярмук (араб. اليرموك) і Сейль-ез-Зарка (араб. نهر الزرقاء), що течуть в найбільш густонаселеній частині країни, на північному заході. Річний стік першої становить 0,46 км³, а другої 0,054 км³.

### Озера
Найбільше озеро країни — солоне безстічне Мертве море (араб. البَحْر المَيّت). Йорданія контролює східну частину його узбережжя, а Ізраїль — західну. Води цього озера мають найбільшу в світі солоність — 260—270 ‰ (в окремі роки — 310 ‰). Площа озера становить 1050 км², довжина — 76 км, середня глибина — 335—356 м.

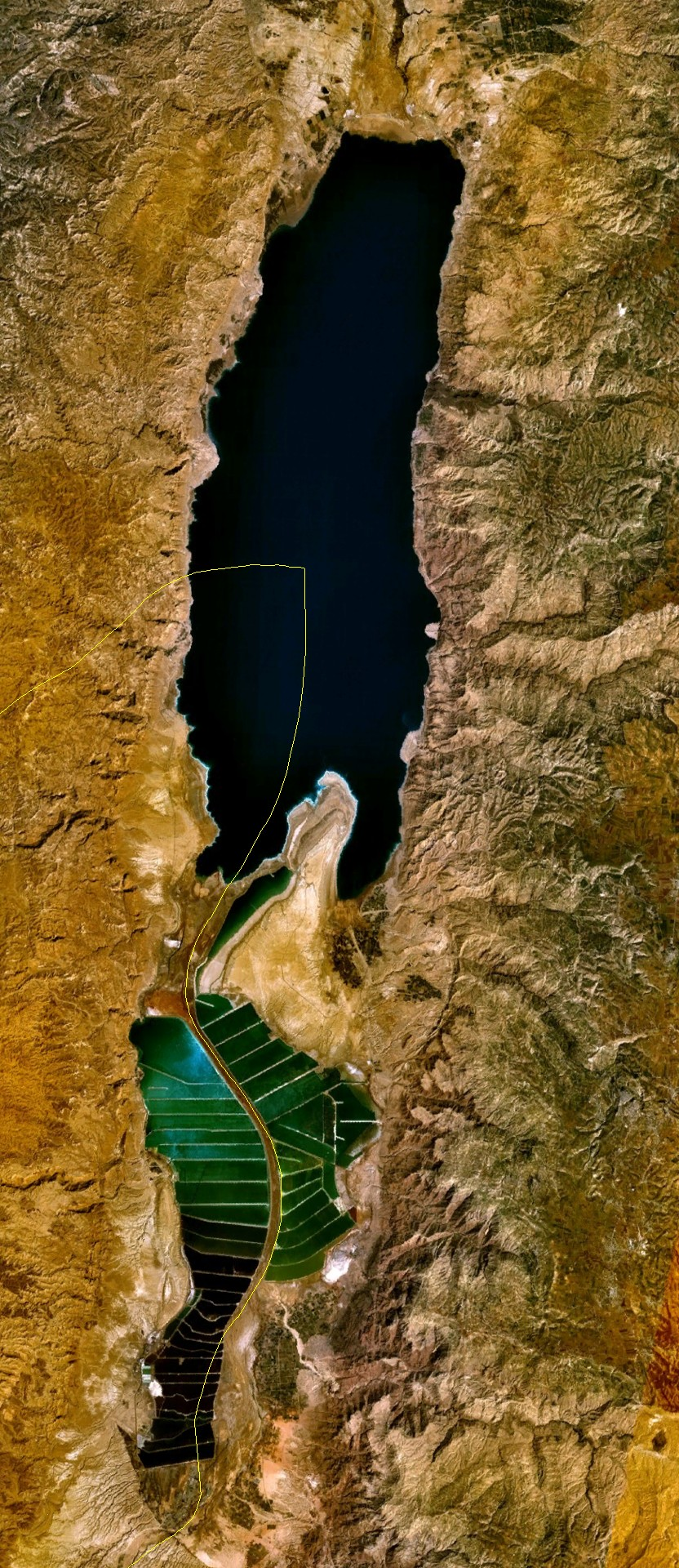
Озеро Мертве море з космосу
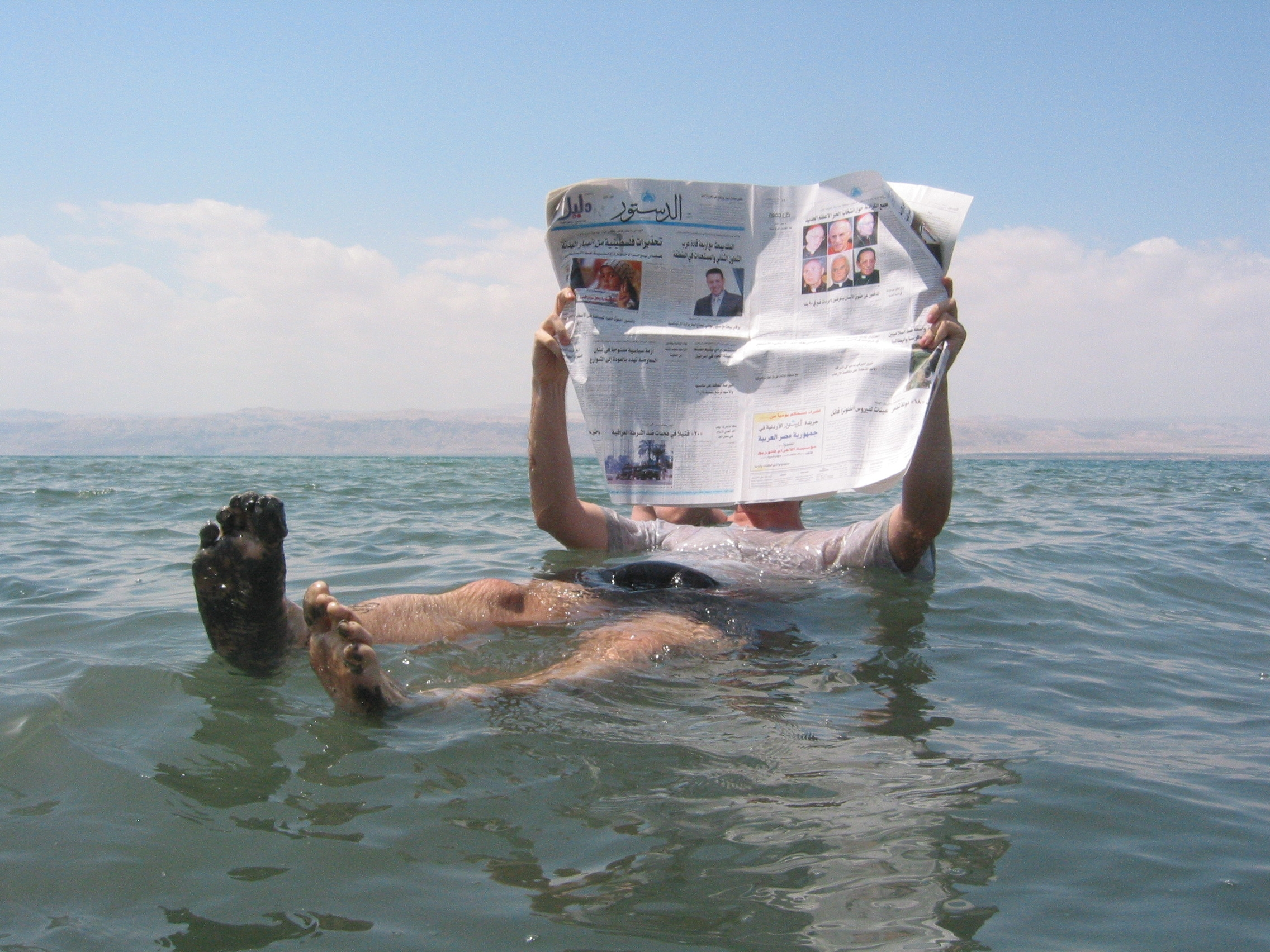
Густина вод Мертвого моря
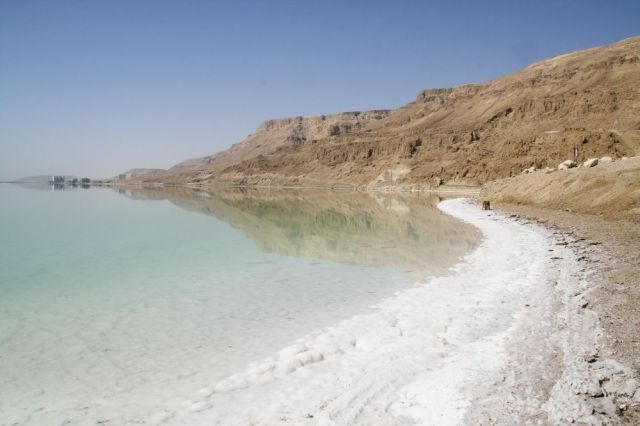
Кірка солі на берегах Мертвого моря

## Ґрунти
Найродючіші ґрунти Йорданії знаходяться у північно-західній частині, ґрунти на півдні і південному заході мають менший родючий шар.

## Рослинність
У західній частині країни переважає середземноморський тип рослинності, на сході — напівпустельний і пустельний. В оазах (Азрак) — зарості фінікової пальми.

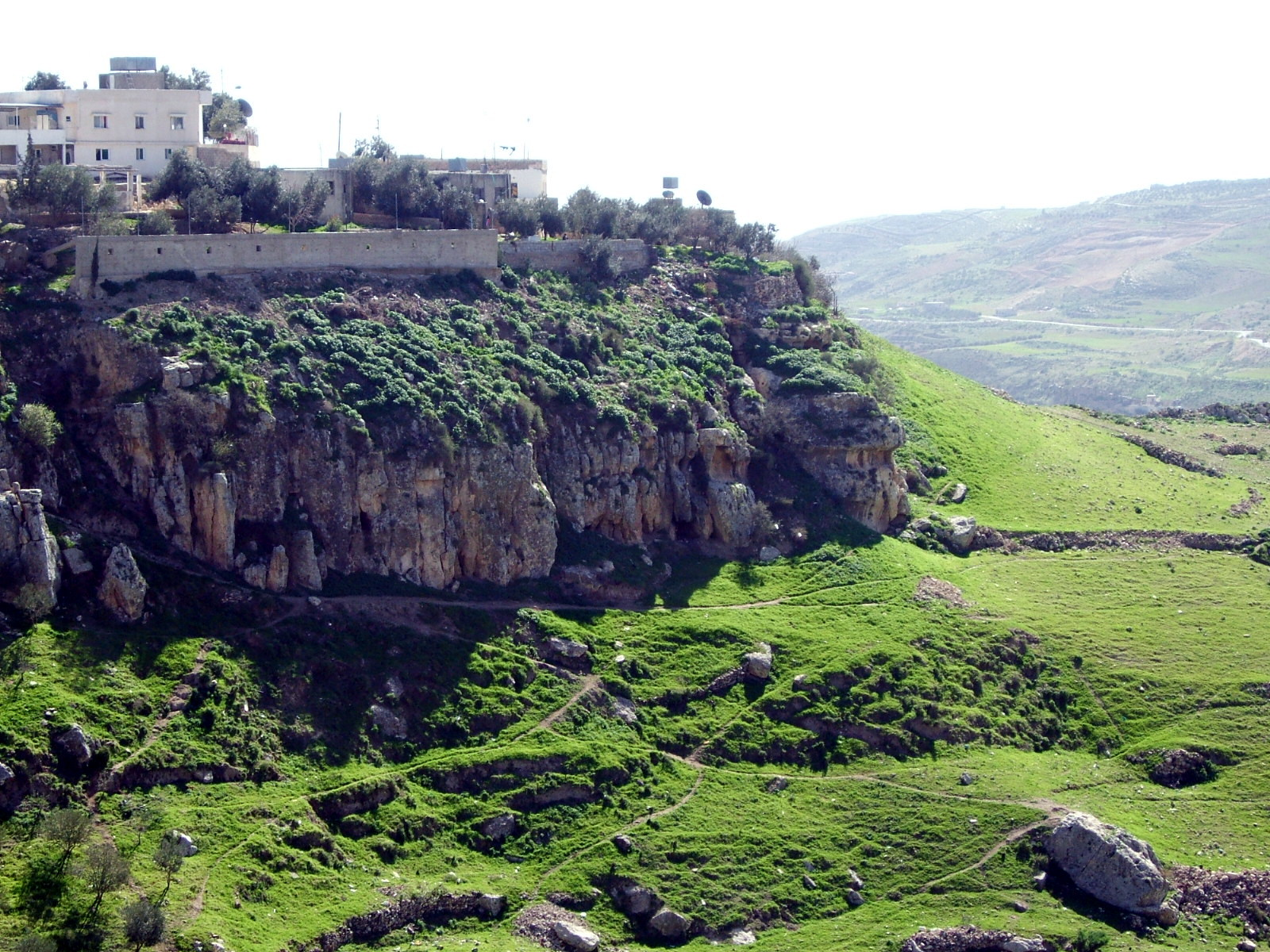
Рослинність у Прийорданні

Земельні ресурси Йорданії (оцінка 2011 року):
- придатні для сільськогосподарського обробітку землі — 11,4 %,
  - орні землі — 2 %,
  - багаторічні насадження — 1 %,
  - землі, що постійно використовуються під пасовища — 8,4 %;
- землі, зайняті лісами і чагарниками — 1,1 %;
- інше — 87,5 %[1].

## Тваринний світ
Зоогеографічнотериторія країни належить до Сахаро-Аравійської провінції Середземноморської підобласті Голарктичної області. Характерні представники тваринного світу: газель, гієна, пустельна лисиця, багато видів птахів і плазунів.

## Охорона природи
Йорданія є учасником ряду міжнародних угод з охорони навколишнього середовища:
- Конвенції про біологічне різноманіття (CBD),
- Рамкової конвенції ООН про зміну клімату (UNFCCC),
- Кіотського протоколу до Рамкової конвенції,
- Конвенції ООН про боротьбу з опустелюванням (UNCCD),
- Конвенції про міжнародну торгівлю видами дикої фауни і флори, що перебувають під загрозою зникнення (CITES),
- Базельської конвенції протидії транскордонному переміщенню небезпечних відходів,
- Конвенції з міжнародного морського права,
- Лондонської конвенції про запобігання забрудненню моря скиданням відходів,
- Монреальського протоколу з охорони озонового шару,
- Рамсарської конвенції із захисту водно-болотних угідь[14].

## Стихійні лиха та екологічні проблеми
На території країни спостерігаються небезпечні природні явища і стихійні лиха: посухи; періодичні землетруси.
Серед екологічних проблем варто відзначити:
- Обмежені ресурси природних джерел питної води. На початку 1980-х років площа зрошуваних земель становила лише близько 1 % від оброблюваних, у 1993 році загальна площа становила 630 км². На півночі країни в басейні річки Ярмук 1972 року було розпочато іригаційне будівництво[8].
- Знеліснення.
- Перевипасання.
- Ерозія ґрунтів.
- Спустелювання.

## Фізико-географічне районування
У фізико-географічному відношенні територію Йорданії можна розділити на _ райони, що відрізняються один від одного рельєфом, кліматом, рослинним покривом: .

### Українською
- Атлас світу / голов. ред. І. С. Руденко ; зав. ред. В. В. Радченко ; відп. ред. О. В. Вакуленко. — К. : ДНВП «Картографія», 2005. — 336 с. — ISBN 9666315467.
- Атлас. 7 клас. Географія материків і океанів / Укладачі О. Я. Скуратович, Н. І. Чанцева. — К. : ДНВП «Картографія», 2014.
- Бєлозоров С. Т. Географія материків. — К. : Вища школа, 1971. — 371 с.
- Барановська О. В. Фізична географія материків і океанів : навч. посіб. для студентів ВНЗ : [у 2 ч.]. — Н. : Ніжинський державний університет ім. Миколи Гоголя, 2013. — 306 с. — ISBN 978-617-527-106-3.
- Йорданія // Гірничий енциклопедичний словник : [у 3-х тт.] / за ред. В. С. Білецького. — Д. : Східний видавничий дім, 2004. — Т. 3. — 752 с. — ISBN 966-7804-78-X.
- Дубович І. А. Країнознавчий словник-довідник. — 5-те вид., перероб. і доп. — К. : Знання, 2008. — 839 с. — ISBN 978-966-346-330-8.
- Панасенко Б. Д. Фізична географія материків : навч. посіб. : в 2 ч. — В. : ЕкоБізнесЦентр, 1999. — 200 с.
- Фізична географія материків та океанів : підруч. для студ. вищ. навч. закл. : у 2 т / за ред. П. Г. Шищенка. — К. : Видавництво Київського нац. ун-т ім. Т. Шевченка, 2009. — Т. 1. : Азія. — 643 с. — ISBN 978-966-439-257-7.
- Юрківський В. М. Регіональна економічна і соціальна географія. Зарубіжні країни: Підручник. — 2-ге. — К. : Либідь, 2001. — 416 с. — ISBN 966-06-0092-5.

### Англійською
- (англ.) Graham Bateman. The Encyclopedia of World Geography. — Andromeda, 2002. — 288 с. — ISBN 1871869587.

### Російською
- (рос.) Авакян А. Б., Салтанкин В. П., Шарапов В. А. Водохранилища. — М. : Мысль, 1987. — 326 с. — (Природа мира)
- (рос.) Алисов Б. П., Берлин И. А., Михель В. М. Курс климатологии [в 3-х тт.] / под. ред. Е. С. Рубинштейна. — Л. : Гидрометиздат, 1954. — Т. 3. Климаты земного шара. — 320 с.
- (рос.) Апродов В. А. Зоны землетрясений. — М. : Мысль, 2010. — 462 с. — (Природа мира) — ISBN 978-5-244-01122-7.
- (рос.) Бабаев А. Г., Зонн И. С., Дроздов Н. Н., Фрейкин З. Г. Пустыни. — М.  : Мысль, 1986. — 320 с. — (Природа мира)
- (рос.) Букштынов А. Д., Грошев Б. И., Крылов Г. В. Леса. — М. : Мысль, 1981. — 316 с. — (Природа мира)
- (рос.) Власова Т. В. Физическая география материков. С прилегающими частями океанов. Евразия, Северная Америка. — 4-е, перераб. — М. : Просвещение, 1986. — 417 с.
- (рос.) Гвоздецкий Н. А. Карст. — М. : Мысль, 1981. — 214 с. — (Природа мира)
- (рос.) Гвоздецкий Н. А., Голубчиков Ю. Н. Горы. — М. : Мысль, 1987. — 400 с. — (Природа мира)
- (рос.) Географический энциклопедический словарь: географические названия / под. ред. А. Ф. Трёшникова. — 2-е изд., доп. — М. : Советская энциклопедия, 1989. — 585 с. — ISBN 5-85270-057-6.
- (рос.) Исаченко А. Г., Шляпников А. А. Ландшафты. — М. : Мысль, 1989. — 504 с. — (Природа мира) — ISBN 5-244-00177-9.
- (рос.) Каплин П. А., Леонтьев О. К., Лукьянова С. А., Никифоров Л. Г. Берега. — М. : Мысль, 1991. — 480 с. — (Природа мира) — ISBN 5-244-00449-2.
- (рос.) Словарь современных географических названий / под общей редакцией акад. В. М. Котлякова. — Екатеринбург : У-Фактория, 2006.
- (рос.) Лобова Е. В., Хабаров А. В. Почвы. — М. : Мысль, 1983. — 304 с. — (Природа мира)
- (рос.) Максаковский В. П. Географическая картина мира. Книга I: Общая характеристика мира. — М. : Дрофа, 2008. — 495 с. — ISBN 978-5-358-05275-8.
- (рос.) Максаковский В. П. Географическая картина мира. Книга II: Региональная характеристика мира. — М. : Дрофа, 2009. — 480 с. — ISBN 978-5-358-06280-1.
- (рос.) Иордания // Поспелов Е. М. Топонимический словарь. — М. : АСТ, 2005. — 229 с. — ISBN 5-17-016407-6.
- (рос.) Пфеффер П. Азия. — М. : Прогресс, 1982. — 316 с. — (Континенты, на которых мы живем)
- (рос.) География / под ред. проф. А. П. Горкина. — М. : Росмэн-Пресс, 2006. — 624 с. — (Современная иллюстрированная энциклопедия) — ISBN 5-353-02443-5.
- (рос.) Физико-географический атлас мира. — М. : Академия наук СССР и Главное управление геодезии и картографии ГУГК СССР, 1964. — 298 с.
- (рос.) Энциклопедия стран мира / глав. ред. Н. А. Симония. — М. : НПО «Экономика» РАН, отделение общественных наук, 2004. — 1319 с. — ISBN 5-282-02318-0.